# Pałac Mostowskich w Warszawie

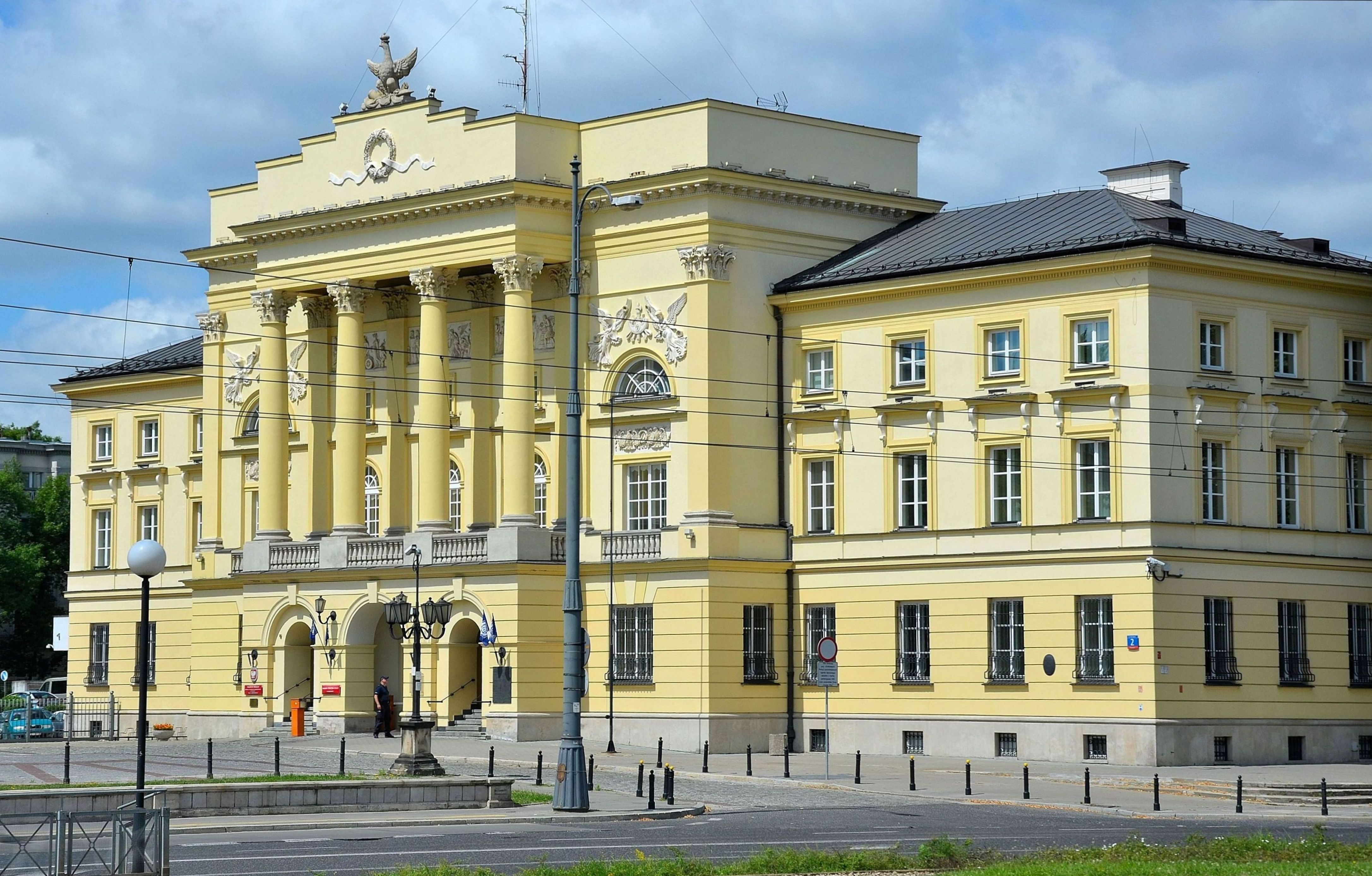
Fasada pałacu

Pałac Mostowskich (Hilzenów) – pałac znajdujący się przy ul. Nowolipie 2. Obecnie siedziba Komendy Stołecznej Policji.

## Historia

### Od 1735
Historia pałacu Mostowskich zaczyna się za czasów króla Augusta III. Ok. 1735 stanął piętrowy dwór z trzyokienną fasadą i z bocznymi oficynami dziedzińcowymi, których właścicielem był Jan Zygmunt Deybel (architekt Warszawy pierwszej połowy XVIII w.). Po 1750 dwór ten (w tamtych czasach kolejno własność biskupów wileńskich Adama Ponińskiego i Adama Brzostowskiego) został przekształcony w pałac, poprzez podwyższenie go i dodanie dwóch skrzydeł z boku. Wschodnie było szersze, murowane i jednopiętrowe, a zachodnie – drewniane i parterowe.
W 1762 właścicielem pałacu został wojewoda miński Jan August Hylzen, który dokupił również plac znajdujący się po płd. stronie rezydencji, czyli przed dziedzińcem przednim. Powiększony tym sposobem dziedziniec otoczono ogrodzeniem wysuniętym w części środkowej ku przodowi, co sugeruje plan z ok. 1765. Umieszczono również reprezentacyjną bramę wjazdową, która była wyraźnie odsunięta od osi korpusu głównego. Nowy budynek miał rzut głębszy od starszego skrzydła wschodniego i był dłuższy. Od północnej strony nowej oficyny dodano prostopadłe, drewniane skrzydło, przeznaczone jako stajnie i wozownie. Prace budowlane przerwano w 1767 z powodu śmierci Jana Hylzena.
Ok. 1775 wdowa po wojewodzie, Konstancja Hylzenowa zaczęła dalsze prace budowlane, wystawiając wielki, przyuliczny korpus główny (klasycystyczny) od ulicy Nowolipia. Nowy gmach był dwupiętrowym budynkiem o szerokim ryzalicie z bramą wjazdową pośrodku i zwieńczoną czterookienną facjatą. Z boków do tego korpusu przytykały niższe człony jednopiętrowe, których ściany były w połowie elewacji cofnięte. Skrzydło wschodnie pałacu zostało przedłużone w kierunku północnym, gdzie powstał trzeci dziedziniec gospodarczy z wjazdem od strony wschodniej. Z zachodniej strony utworzono ogród o czterech kwaterach.
Połączenie dwóch wewnętrznych dziedzińców powstało poprzez rozebranie starego pałacu. Powstał nowy, wydłużony dziedziniec wewnętrzny z dwoma parterowymi bocznymi pawilonkami. Stare drewniane skrzydło zachodnie zamierzano rozebrać i wybudować dwupiętrową kamienicę i łączący się z jednopiętrową kamienicą przy ul. Nowolipie. Po zachodniej stronie drugiego i trzeciego dziedzińca ciągnął się barokowy ogród o czterech kwaterach. Z czasem powstała tu oranżeria.

### 1775–1918
W takiej postaci pałac objął Tadeusz Antoni Mostowski, wnuk J. Hylzena, kasztelan raciąski. Za jego władania pałac odegrał ważną rolę w życiu kulturalnym i politycznym Warszawy. W 1802 właściciel otworzył w nim drukarnię, dla której maszyny i czcionki sprowadził z zagranicy. Prowadził również salon literacko–muzyczny grupujący ówczesną elitę kulturalną. W 1822 r., jako ówczesny minister w Komisji Rządzącej Spraw Wewnętrznych i Duchownych, przekazał swą siedzibę rządowi na pomieszczenie tej instytucji państwowej, a także innych agend rządowych. W latach 1823–1826 gruntownie przebudowano pałac według projektu Antonia Corazziego, nadając mu formy późnego klasycyzmu. Ścianę za kolumnami ozdobił płaskorzeźbiony fryz, modelowany przez Pawła Malińskiego, przedstawiający Rolnictwo, Budownictwo, Przemysł i Handel. Tak przebudowany pałac stał się siedzibą: Komisji Rządowej Spraw Wewnętrznych i Policji, Dyrekcji Generalnej i Kasy Towarzystwa Ogniowego, Dyrekcji Generalnej Stad i Stajen Stadnych, Dyrekcji Teatrów i Wszelkich Widowisk, Rady Ogólnej Lekarskiej, Rady Ogólnej Dozorczej Szpitali, Komisji Województwa Mazowieckiego. Nicole Vincenti jest autorem orła z rozpostartymi skrzydłami oraz wieńca i festonu z wstążkami.
Później pałac przebudowano dla potrzeb Wołyńskiego Pułku Lejb-Gwardii. W budynku powstała cerkiew św. Spirydona.
Pod koniec XIX w. przekształcono attykę. Zdjęto również carskiego orła. W 1906 dodano napis: „1806–1906”, odnoszący się do stuletniego istnienia pułku wołyńskiego. Największe zmiany zaszły na tyłach pałacu. Nadano utylitarną formę skrzydłu od ulicy Nowolipki.

### Po 1918
Lata 1925–1926 przebiegły na odrestaurowaniu zdewastowanego przez wojska rosyjskie pałacu według projektu Aleksandra Sygietyńskiego. Nie zmieniono wyglądu obiektu z zewnątrz. U podstawy attyki ryzalitu pojawił się napis: „Dowództwo Okręgu Korpusu Nr 1”. W takim stanie pałac przetrwał do 1939, kiedy spłonęła jego północna część. Podczas powstania warszawskiego zburzono lub wypalono pozostałą część pałacu. W czasie wojny budynek został zniszczony w 85%. Odbudowa pałacu została podjęta w 1949 według projektu Zygmunta Stępińskiego i Mieczysława Kuzmy z przeznaczeniem budynku na siedzibę Komendy Stołecznej Milicji Obywatelskiej. Zaprojektowano nowe podziemia i zlikwidowano Salę Balową.
W latach 2005–2006 przeprowadzono remont elewacji, na dachach położono nową, miedzianą blachę. Na attyce przywrócono orła z 1823 bez sztandarów. Południowa oficyna poprzeczna jest w całości budynkiem powojennym, wystawionym na nowych fundamentach. Poprzeczna oficyna została natomiast odbudowana na oryginalnych fundamentach. Pierwotny wygląd attyki zastąpił wieniec laurowy.

## Tablice na budynku
- Tablica upamiętniająca oficerów i podoficerów policji państwowej II RP – cichociemnych żołnierzy AK (przy wejściu).
- Tablica upamiętniająca nieistniejącą kamienicę przy ul. Nowolipki, w której mieściła się redakcja „Małego Przeglądu”, odsłonięta w 1996 (od strony Nowolipek)[4].

## Inne informacje
- Po upadku powstania listopadowego pałac służył do celebrowania świąt rodziny cesarskiej, na przykład 4 maja 1834 z powodu „pełnoletniości W.X. Alexandra następcy tronu” budynek ozdobiło 2327 lamp[5].
- W 1870 na kilka miesięcy przeniesiono z pałacu Kazimierzowskiego galerię obrazów wraz z Klasyką Rysunkową[5].
- Pałac pojawia się na kartach powieści Zły (1955) Leopolda Tyrmanda – pracuje tutaj Michał Dziarski, porucznik Komendy Stołecznej Milicji Obywatelskiej[6].
- W latach 2004–2005 kręcono w nim ujęcia do filmu (a później do serialu) pt. Pitbull, a w latach 2007-2008 przedstawiono go w kolejnych dwóch seriach serialu (ale już tylko zewnętrzne ujęcia)
- 5 marca 2020 odsłonięto w gmachu w pomieszczeniach Laboratorium Kryminalistycznego KSP tablicę upamiętniającą 6 psów służbowych tragicznie zmarłych w awarii ciepłowniczej w koszarach przy ul. Jagiellońskiej w Warszawie[7][8].